# Liste der Bodendenkmale in Werdau
In der Liste der Bodendenkmale in Werdau sind die Bodendenkmale der Gemeinde Werdau und ihrer Ortsteile nach dem Stand der Auflistung von Volkmar Geupel aus dem Jahr 1983 aufgelistet. Eventuelle Änderungen und Ergänzungen, insbesondere aus der Zeit nach der Wende, sind nicht berücksichtigt, da für Sachsen aktuell keine neueren allgemein zugänglichen Bodendenkmallisten vorliegen. Die Baudenkmale sind in der Liste der Kulturdenkmale in Werdau aufgeführt.
| Denkmal-ID | Fundart            | Ortsteil                 | Bezeichnung                                       | Zeitstellung | Lage                                                               | Bemerkungen                                                                                          | Bild |
| ---------- | ------------------ | ------------------------ | ------------------------------------------------- | ------------ | ------------------------------------------------------------------ | --- | ---- |
| ?          | Befestigung > Burg | Leubnitz                 | Wasserburg „Schloss“, „Rittergut“                 | Mittelalter  | Ortsmitte, nördlich des Guts                                       | Niederungsburg, durch Schloss überbaut und verändert, Schutz seit 16. September 1970                 |      |
| ?          | Befestigung > Burg | Steinpleis               | Wasserburg „Wallteich“, „Schloss Untersteinpleis“ | Mittelalter  | westlich des Orts an der Mündung des Neumarker Bachs in die Pleiße | runde Niederungsburg, Außenbereich eingeebnet, Schutz seit 1. August 1958                            |      |
| ?          | Befestigung > Burg | Steinpleis (Weißenbrunn) | Wasserburg „Oberer Teich“                         | Mittelalter  | südöstlicher Gutsbereich                                           | unregelmäßig-ovale Niederungsburg mit umlaufendem wasserführendem Graben, Schutz seit 1. August 1958 |      |